# Marian Kałuski
Marian Kałuski (ur. 1946 w Chełmnie) – polsko-australijski dziennikarz, pisarz i historyk oraz podróżnik (zwiedził 90 państw).
Od 1964 r. mieszka w Australii. Naukowo bada dzieje Polaków w Australii i na świecie, historię stosunków polsko-żydowskich oraz Polaków na Ziemiach Wschodnich i dawnych Kresach Rzeczypospolitej. 
W latach 1974–1977 był redaktorem „Tygodnika Polskiego”; wraz z dr Zbigniewem Stelmachem w 1974 r. uratował pismo przed likwidacją (pismo ukazuje się po dziś dzień i jest jedynym tygodnikiem polskim w Australii). Publikował lub publikuje m.in. w „Wiadomościach Polskich”, „Przeglądem Katolickim”, „Kulturze”, „Wiadomościach”, „Dzienniku Polskim”, „Dzienniku Żołnierza”, „Tygodniku Polskim”, „Orle Białym” oraz „Gazecie Niedzielnej”, „Pisarze.pl”, „Tygiel” i "KWORUM. Polsko-Polonijnej Gazecie Internetowej".
Współzałożyciel Studium Historii Polonii Australijskiej, którym kieruje od 1977 r. Dzięki jego staraniom Australia Post w 1983 r. wydała znaczek pocztowy upamiętniający zasługi Pawła Edmunda Strzeleckiego dla Australii.
Należy do Australijskiego Towarzystwa Historycznego, Związku Pisarzy Australijskich i Stowarzyszenia Dziennikarzy Australijskich oraz Australijsko-Chińskiego Towarzystwa Przyjaźni.
W 1990 r. został odznaczony Krzyżem Zasługi przez rząd polski na uchodźstwie; odznaczenie wręczone w 1991 r. w imieniu prezydenta Lecha Wałęsy, w 2006 r. Srebrnym Medalem Stowarzyszenia „Wspólnota Polska” w Warszawie, a w 2018 r. na stulecie odzyskania przez Polskę niepodległości Orderem Krzyż Polonii Światowej Rady Badań na d Polonią (Warszawa).
Publikacje książkowe
- Jan Paweł II. Pierwszy Polak papieżem (Towarzystwo Przyjaciół KUL, Melbourne 1979),
- Jan Paweł II. Pierwszy Polak papieżem (wydanie uzupełnione, Promyk, Filadelfia, USA 1980),
- Sir Paul E. Strzelecki. The man who climbed and named Mt. Kosciusko (SHPA, Melbourne 1981),
- Poles in Maitland - Polacy w Maitland (Maitland 1983),
- The Poles in Australia (AE Press Melbourne 1985),
- Sir Paul E. Strzelecki. A Polish Count's Explorations in 19th Century Australia (AE Press, Melbourne 1985),
- Litwa 600-lecie chrześcijaństwa 1387-1987 (Veritas, Londyn 1987),
- Ukraiński zamach na Polskie Sanktuarium Narodowe pod Monte Cassino (ZZW RP Melbourne 1987),
- Ukraiński zamach na Polskie Sanktuariam Narodowe pod Monte Cassino (z obszernym tłumaczeniem na angielski, Koło Lwowian w Londynie 1989),
- Wypełniali przykazanie miłosierdzia. Polski Kościół i polscy katolicy wobec holocaustu (von borowiecky Warszawa 2000),
- Cienie, które dzielą. Zarys stosunków polsko-żydowskich na Ziemi Drohobyckiej (von borowiecky Warszawa 2000),
- W podzięce i ku pamięci Jankielom. Mały leksykon żydów-patriotów polskich (von borowiecky 2001),
- Polacy w Chinach (Pax, Warszawa 2001),
- Polskie dzieje Gdańska do 1945 roku (Bernardinum, Pelplin 2004),
- Polska-Chiny 1246-1996. Szkice z dziejów wzajemnych kontaktów (Verbinum, Warszawa 2004),
- Polacy w Nowej Zelandii (Oficyna Wydawnicza Kucharski, Toruń 2006),
- śladami Polaków po świecie (CD-ROM, Polonicum Machindex Institut, Fryburg, Szwajcaria 2008; na 1570 stronach artykuły o Polakach w 64 krajach).
- Polonia katolicka w Australii (Oficyna Wydawnicza Kucharski, Toruń 2010),
- Polski Centralny Ośrodek Społeczno-Sportowy w Albion 1984-2009 (Oficyna Wydawnicza Kucharski, Toruń 2010),
- Polish Community and Sporting Centre in Albion (Melbourne) 1984-2009 (Oficyna Wydawnicza Kucharski, Toruń 2010),
- Polskie dzieje Kijowa (Oficyna Wydawnicza Kucharski, Toruń 2015),
- Włochy - druga ojczyzna Polaków. Powiązania Polski i Polaków z Rzymem, Watykanem, Florencją i Wenecją (Oficyna Wydawnicza Kucharski, Toruń 2016),
- Polacy w Indiach i powiązania polsko-indyjskie (Oficyna Wydawnicza Kucharski, Toruń 2016),
- Sprawy kresowe bez cenzury. Tom 1 (Oficyna Wydawnicza Kucharski, Toruń-Melbourne 2017, ISBN 978-83-64232-20-6, stron 664),
- Polska Italia, czyli śladem Polaków i poloników w Italii oraz powiązań polsko-włoskich (Oficyna „Aurora” Warszawa 2017, ISBN 978-83-65193-10-0),
- W obronie dobrego imienia Polski i Polaków. W 2018 r. Polska utraciła niepodległość i suwerenność (Oficyny Wydawnicza Kucharski, Melbourne 2018, ISBN 978-83-64232-30-5),
- Sprawy kresowe bez cenzury. Tom 2 (Oficyna Wydawnicza Kucharski, Toruń-Melbourne 2018, ISBN 978-83-64232-26-8, stron 690),
- Sprawy kresowe bez cenzury. Tom III (Oficyna Wydawnicza Kucharski, Toruń-Melbourne 2018, ISBN 978-83-64232-32-9, stron 687),
- Sprawy kresowe bez cenzury. Tom IV (Oficyna Wydawnicza Kucharski, Toruń-Melbourne 2018, ISBN 978-83-64232-35-0, stron 771),
- Polskie Wilno 1919 - 1939 (Oficyna Wydawnicza Kucharski, Toruń-Melbourne 2019, ISBN 978-83-64232-36-7),
- Terra Australis. Przyczynki do historii Polaków w Australii, Studium Historii Polonii Australijskiej, Melbourne 2019, ISBN 978-83-64232-42-8, stron 421).
- Litwa Kowieńska - tam była Polska, czyli przyczynek do historii i zagłady Polaków na Litwie Kowieńskiej oraz Polski słownik geograficzno-historyczno-biograficzny Litwy Kowieńskiej ze Słowem Wstępnym prof. Stefana Kałuskiego z Uniwersytetu Warszawskiego (wydawca John Roy-Wojciechowski, Konsul Honorowy RP w Auckland (Nowa Zelandia), Melbourne - Toruń 2021, ISBN 978-83-64232-50-3, stron 735),
- Słownik zasłużonych i znanych Polaków urodzonych we Lwowie z przedmową prof. Stanisława Sławomira Nicieji z Uniwersytetu Opolskiego (Oficyna Wydawnicza Kucharski, Melbourne - Toruń 2021, ISBN 978-83-64232-55-8, 2821 biogramów, stron 756).